# Distrikt Salzwedel (1810–1813)

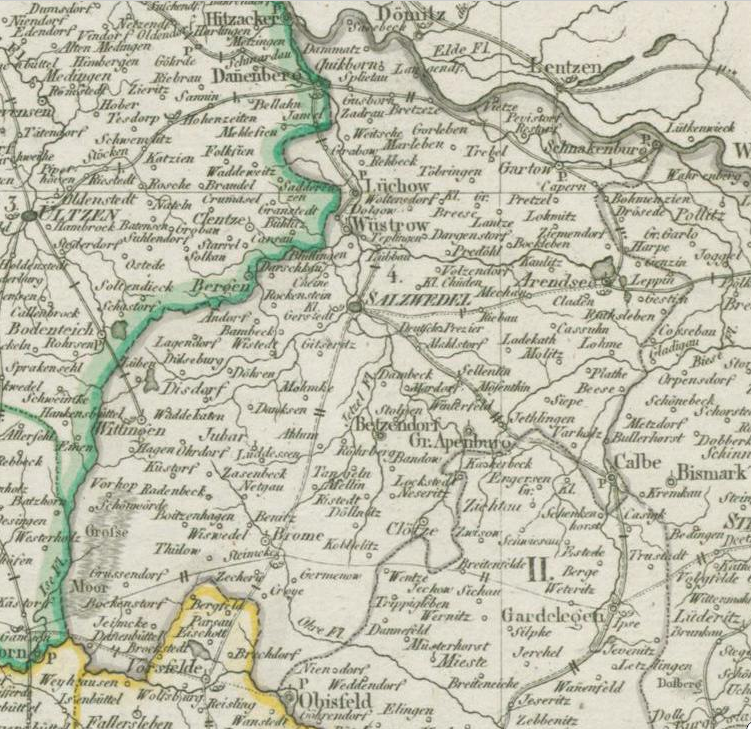
Der Distrikt Salzwedel im Departement der Elbe 1812

Der Distrikt Salzwedel war eine Verwaltungseinheit im Departement der Nieder-Elbe des Königreich Westphalen. Ein erster Distrikt Salzwedel wurde 1807 im Departement der Elbe gebildet und 1810 wieder aufgelöst. Nach der Annexion des Kurfürstentums Hannover wurde 1810 erneut ein Distrikt Salzwedel in anderem Gebietsumfang und dieses Mal im Departement der Nieder-Elbe gegründet. Doch schon im März 1811 wurde das Departement der Nieder-Elbe (und das Departement der Elbe- und Weser-Mündung) wieder aufgelöst. Die Gebiete der aufgelösten Departemente mussten zum größeren Teil an das Erste Französische Kaiserreich abgetreten werden (hanseatische Departements). Der östliche und einzig beim Königreich Westphalen verbliebene Distrikt des aufgelösten Departement der Nieder-Elbe, der Distrikt Salzwedel wurde nun wieder an das Departement der Elbe angeschlossen. Distriktshauptort der beiden Distrikte Salzwedel war die Stadt Salzwedel im Altmarkkreis Salzwedel (Sachsen-Anhalt).

## Geschichte
Mit dem Frieden von Tilsit von 1807 musste das Königreich Preußen u. a. auch die Altmark und das Herzogtum Magdeburg an das Königreich Westphalen abtreten. Diese Gebiete sowie kleinere, vom Königreich Sachsen abgetretenen Gebiete (Grafschaft Barby und Amt Gommern) wurden zum Departement der Elbe zusammengefasst und in vier Distrikte gegliedert: Magdeburg, Neuhaldensleben, Salzwedel und Stendal.
Der Distrikt Salzwedel wurde aus Gebieten gebildet, die vorher dem Salzwedelischen Kreis, dem Tangermündeschen Kreis, dem Arendseeischen Kreis und dem Seehausenschen Kreises der Mark Brandenburg angehört hatten. Dieser alte Distrikt Salzwedel wurde in 14 Kantone gegliedert (Kanton Mieste, Stadtkanton Gardelegen, Landkanton Gardelegen, Kanton Zichtau, Kanton Brome (Kanton Brohme, auch Kanton Nettgau genannt, später mit dem Kanton Klötze zum Kanton Jübar vereinigt), Kanton Klötze (Kanton Clötze, auch Kanton Ristedt genannt), Kanton Kalbe (Kanton Calbe), Kanton Groß Apenburg (oder Großapenburg), Kanton Beetzendorf (Kanton Betzendorf), Kanton Diesdorf (Kanton Disdorf), Stadtkanton Salzwedel, Landkanton Salzwedel, Kanton Arendsee, Kanton Bretsch (Kanton Bretsche) und Kanton Pollitz).
Mit der Annexion des Kurfürstentums Braunschweig-Lüneburg durch das Königreich Westphalen im Jahr 1810 wurden zum 1. September 1810 aus den neuen Gebieten sowie Teilen der bereits zum Königreich Westphalen gehörenden Gebieten drei neue Departements gegründet, das Norddepartement, das Departement der Nieder-Elbe und das Departement der Aller. Dieser erste Distrikt Salzwedel im Departement der Elbe wurde 1810 aufgelöst. Im Norden wurden die Kantone Bretsche und Pollitz an den Distrikt Stendal abgegeben. Im Süden wurden die Kantone Mieste, Gardelegen (Stadt), Gardelegen (Land) und Zichtau in den Distrikt Neuhaldensleben eingegliedert.
Im Departement der Nieder-Elbe wurde ein neuer Distrikt Salzwedel geschaffen, dem acht Kantone aus dem früheren Distrikt Salzwedel zugeordnet wurden (Kanton Jübar, Kanton Calbe, Kanton Groß Apenburg, Kanton Betzendorf, Kanton Disdorf, Stadtkanton Salzwedel, Landkanton Salzwedel und Kanton Arendsee). Außerdem erhielt der neue Distrikt Salzwedel fünf Kantone im Westen, die aus den Gebieten des Kurfürstentums Braunschweig-Lüneburg neu gebildet wurden. Der neue Distrikt Salzwedel im Departement Nieder-Elbe bestand somit aus:
| Kanton (Hauptort)     | Kantonmaire                  | Einwohnerzahl | Fläche in mi² |
| --------------------- | ---------------------------- | ------------- | ------------- |
| Quickborn             | Herr Ludwig von Ramdohr      | 4.473         | 3,04          |
| Lüchow                | Herr Bodo von Plato          | 5.159         | 3,55          |
| Gartow                | Herr Ludwig von Ramdohr      | 5.967         | 3,79          |
| Wustrow               | Herr Bodo von Plato          | 4.489         | 5,98          |
| Wittingen             | Herr Kotzebue                | 6.833         | 7,35          |
| Jübar                 | Herr Lodemann                | 6.349         | 7,16          |
| Kalbe                 | Herr von Voß                 | 3.738         | 3,25          |
| Groß Apenburg         | Johann Jakob August Sulfrian | 2.459         | 3,41          |
| Beetzendorf           | Johann Jakob August Sulfrian | 3.317         | 2,97          |
| Diesdorf              | Herr von Zenge               | 4.469         | 4,28          |
| Stadtkanton Salzwedel | Georg Heinrich Gerlach       | 7.634         | 2,50          |
| Landkanton Salzwedel  | Herr Schulz                  | 2.477         | 2,10          |
| Arendsee              | Herr Beust                   | 4.643         | 3,66          |

Im Distrikt Salzwedel mit dem Hauptort Salzwedel lebten 1811 62.647 Menschen auf 53,04 mi². Er umfasste 4 Städte, 8 Marktflecken, 4 Vorstädte, 527 Dörfer, 60 Weiler und 56 zerstreute Wohnungen mit 9.465 Haushalten. Nach dem Glaubensbekenntnis waren 45 Menschen katholisch, 23 reformiert und 212 jüdischen Glaubens. Der restliche Teil der Bevölkerung hatte ein evangelisches Glaubensbekenntnis.
Im März 1811 wurde das Departement der Nieder-Elbe aufgelöst. Die meisten Gebiete kamen zu den hanseatischen Departements des Ersten Französischen Kaiserreiches. Der östlichste und einzig verbliebene Distrikt, der Distrikt Salzwedel wurde an das Departement der Elbe angeschlossen.

## Organisation
Dem Distrikt stand als Unterpräfekt Johann Ludwig von Westphalen vor. Mitglieder des Distriktrates waren 1810 die Herren:
- Oldekopp
- Wilkens
- Johann Jakob August Sulfrian
- Meinhard
- Johann Friedrich VII. von Alvensleben
- Giesecke
- Grube
- Graf von der Schulenburg zu Betzendorf
- Muhl
- Krause

1811/12 wurden die Kantone Quickborn und Gartow, Betzendorf und Apenburg sowie Lüchow und Wustrow jeweils zwei Kantone zusammen von einem Kantonmaire verwaltet.
Mit der Auflösung des Königreichs Westphalen im Oktober 1813 wurden die vorherigen Verwaltungsstrukturen wieder hergestellt. Die Gebiete der Kantone Quickborn, Lüchow, Wustrow und Wittingen fielen an den Nachfolgestaat des Kurfürstentums Braunschweig-Lüneburg, das Königreich Hannover zurück, während die restlichen Kantone des Distrikt Salzwedel wieder an Preußen kamen.

## Anmerkung
1. ↑  Der Gesetzestext besagt ausdrücklich, … aufgelöst.